# Salpeterkrieg

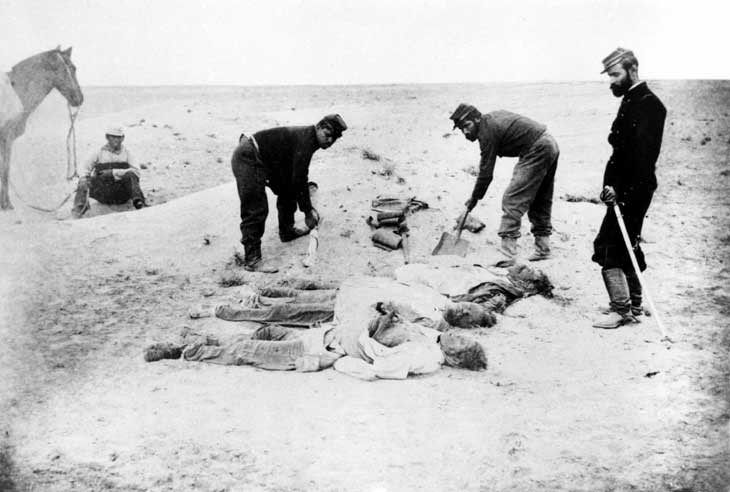
Verscharren von Leichen nach der Schlacht von Tacna

Der Salpeterkrieg (spanisch Guerra del Pacífico, auch Pazifischer Krieg genannt) war ein 1879 bis 1884 ausgefochtener Konflikt zwischen Chile und seinen Nachbarländern Peru und Bolivien in den Regionen Arica und Parinacota, Tarapacá und Atacama. Aus dem erbittert geführten See- und Landkrieg ging Chile als Sieger hervor. Peru und Bolivien mussten Land an den südlichen Nachbarn abtreten; die an Chile gefallenen peruanischen Provinzen wurden teilweise im Jahr 1929 zurückgegeben.
Die aus der spanischen Kolonialzeit resultierenden Grenzziehungen der selbständig gewordenen Staaten Peru, Bolivien und Chile sowie teils auch Argentinien im Norden des heutigen Chile waren unklar geblieben. Der Regierungschef Boliviens Hilarión Daza war 1876 durch einen Putsch an die Macht gekommen. Er führte im Februar 1878 eine neue Exportsteuer für chilenische Salpeterunternehmen ein und verstieß damit gegen den Grenzvertrag von 1874, der die Erhöhung der vorhandenen bzw. die Erhebung neuer Steuern auf in Bolivien tätige chilenische Salpeterunternehmen für 25 Jahre ausdrücklich verbot.
Die Regierung Chiles legte Beschwerde ein und bot an, die Sache einem neutralen Schiedsgericht vorzutragen. Die Regierung Boliviens betrachtete die Angelegenheit als eine rein bolivianische und schlug stattdessen vor, den Streit vor bolivianischen Gerichten zu lösen. Die chilenische Regierung erklärte, dass die Eintreibung der neuen Steuer das Ende des Grenzvertrages bedeute, dass sich Chile deshalb nicht mehr an den Grenzvertrag gebunden sehe und dass Chile seine Rechtsansprüche auf das Gebiet erneuern werde.
Am 6. Februar 1879 kündigte Bolivien die Lizenz der chilenischen Compañía de Salitres y Ferrocarril de Antofagasta (CSFA) und beschlagnahmte deren Besitz. Als am 14. Februar 1879 versucht wurde, diesen Besitz zu versteigern, landeten 200 chilenische Soldaten in Antofagasta und nahmen die mehrheitlich von Chilenen bewohnte Region ein.
Peru bot seine Mediation an, rüstete aber gleichzeitig Armee und Marine auf und machte mobil. Chile akzeptierte zunächst Perus Mediation. Auf chilenischen Druck musste Peru eine bilaterale Vereinbarung mit Bolivien durch einen 1873 geschlossenen Geheimvertrag zugeben. Chile verlangte daraufhin Ende März 1879 von Peru eine Neutralitätserklärung, die Peru erst einen Monat später auf der nächsten Parlamentssitzung diskutieren wollte. Am 5. April erklärte schließlich Chile der Peru-Bolivien-Allianz den Krieg.
Nach sechs Monaten Krieg konnte Chile die Seeherrschaft erringen und isolierte damit die damals nur über das Meer zugänglichen küstennahen Zonen der Atacama-Wüste. Der bolivianische Präsident Hilarión Daza wurde daraufhin am 28. Dezember 1879 abgesetzt und ging ins Exil nach Frankreich.
1879 besetzte Chile die an der Südgrenze Boliviens zu Chile gelegene Region Tarapaca und eroberte Mitte 1880 die Region um Tacna und Arica im Norden des umkämpften Gebietes. 1880 zog sich Bolivien aus dem Krieg zurück. Im Januar 1881 fiel Lima, die Hauptstadt Perus. Der Krieg entwickelte sich zu einem Guerillakrieg und dauerte bis in den Oktober 1883. Eine neue peruanische Regierung unter Miguel Iglesias nahm Verhandlungen mit Chile auf und unterzeichnete am 20. Oktober 1883 den Vertrag von Ancón. Drei Tage später rückten die chilenischen Truppen aus Lima ab. Bis Juni 1884 zogen sie sich hinter den Río Sama zurück.
Die endgültigen Grenzen mit Bolivien wurden im Friedensvertrag von 1904 festgelegt. Der Vertrag (spanisch Tratado de Paz y Amistad entre Chile y Bolivia) wurde am 20. Oktober 1904 unterzeichnet. Bolivien übergab Tarapaca und bekam dafür das Recht, den Hafen von Arica über eine neue Bahnlinie zu nutzen. Chile errichtete die Bahnlinie zwischen La Paz und Arica, die Bolivien entgeltfrei zu nutzen berechtigt war. In den abschließenden Friedensverträgen wurden die Städte Tacna an Peru und Arica an Chile übergeben.

## Vorgeschichte

### Umstrittene Grenzen nach der Unabhängigkeit

Gebietsverteilung vor dem Krieg. Bolivien hatte damals in dem umstrittenen Gebiet einen breiten Zugang zum Meer. Der 24. Breitengrad war die Nord-Süd-Grenze zu Chile, die „Zone der gegenseitigen Meistbegünstigung“ (grün umrandet) wurde 1874 aufgelöst. Auch Grenzgebiete Argentiniens waren umstritten: die Puna de Atacama und die östliche Tarija.

Alto Perú, wie Bolivien während der spanischen Kolonialzeit hieß, war zunächst Bestandteil des Vizekönigreichs Peru. Laut einem Dekret der spanischen Krone hatte es nur über das damals peruanische Arica Zugang zum Meer. 1776 übertrug Spanien die territoriale Abhängigkeit von Alto Perú auf das neu entstandene Vizekönigreich La Plata, das spätere Argentinien. Damit verlor Alto Perú offiziell jeglichen Anspruch auf einen Zugang zum Pazifik, da Spanien die Vizekönigreiche nach Ozeanen aufteilte. Es gab ein Vizekönigreich Peru am Pazifik, und ein Vizekönigreich La Plata am Atlantik.
Nach dem Ende der spanischen Kolonialherrschaft in Südamerika zwischen 1810 und 1830 war der Verlauf der Grenzen zwischen den neuen Staaten in vielen Regionen unklar, Konflikte waren die Folge. Auch die Zugehörigkeit der Atacama-Region an der Pazifikküste war zwischen den neu gebildeten Staaten Chile (gegründet 1818), Peru (gegründet 1821) und Bolivien (gegründet 1825) umstritten. Die Doktrin Uti possidetis sah die Übernahme der alten Grenzen der spanischen Kolonien vor. Entgegen dieser Doktrin beanspruchte Bolivien seit der Unabhängigkeitserklärung von 1825 die größtenteils unbesiedelte Wüstenregion als Teil seines Staatsgebiets und gründete dort 1830 die Hafenstadt Cobija, was von Chile toleriert wurde. Chile erachtete jedoch die Region, die zu 95 % von Chilenen besiedelt war, weiterhin als sein Territorium.

### Der Grenzvertrag zwischen Bolivien und Chile von 1866
Im Grenzvertrag von 1866 einigten sich Chile und Bolivien auf 24° südlicher Breite als Nord-Süd-Grenze und die „Wasserscheide-Linie“ als Ost-West-Grenze. Die Zone zwischen 23° und 25° südlicher Breite wurde zur „Gemeinsamen Profitzone“ (Zona de beneficios mutuos). Die Steuern aus der Förderung von Mineralien aus dieser Zone sollten zwischen Chile und Bolivien gleichmäßig aufgeteilt werden. Diese Vereinbarung stellte sich als nur schwer umsetzbar heraus, da bald Differenzen über die Begriffe „Mineralien“, über die Zonenzugehörigkeit der reichen Silberminen von Caracoles und über die Schwierigkeiten Boliviens, 50 % der eingenommenen Steuer an Chile abzuführen, auftraten.
1873 bemühten sich beide Regierungen um eine Lösung. Das Corral-Lindsay-Protokoll wurde ausgehandelt, um die Unstimmigkeiten aus dem Weg zu räumen. Dieses Abkommen wurde von Chile ratifiziert, jedoch verweigerte das bolivianische Parlament auf peruanischen Druck hin die Zustimmung.

### Der geheime Allianzvertrag zwischen Peru und Bolivien von 1873 und die Position Argentiniens
Angesichts des wachsenden Einflusses chilenischer Unternehmen und weiterer chilenischer Immigration nach Bolivien und nach Antofagasta sah Peru seine Vormachtstellung im Südpazifik bedroht und schloss mit Bolivien eine geheime Allianz mit dem Ziel, Chile mit militärischer Gewalt zur Revision der Grenzen zugunsten Perus und Boliviens zu zwingen.
Der Vertrag sah ebenfalls die Einbeziehung Argentiniens in das Bündnis vor. 1873 genehmigte das argentinische Unterhaus das Projekt und bewilligte 6.000.000 Pesos zusätzlicher Mittel für das Kriegsministerium. Wegen territorialer Streitigkeiten mit Bolivien über Tarija und Chaco konnten sich die drei Staaten jedoch letztlich nicht auf ein gemeinsames Vorgehen einigen, weshalb der argentinische Senat das Abkommen nicht unterzeichnete. Argentinien lehnte einen Kriegseinsatz für das militärisch schwache Bolivien ab, und Peru wollte keinen Krieg mit Chile um Patagonien riskieren.
Als in den Jahren 1875 und 1878 die Spannungen zwischen Chile und Argentinien wegen der territorialen Streitigkeiten um Patagonien, Feuerland und die Magellanstraße zunahmen, versuchte Argentinien dem Bündnis von Peru und Bolivien beizutreten, was aber nunmehr von Peru abgelehnt wurde. Beim Kriegsbeginn 1879 boten Peru und Bolivien Argentinien für einen Beitritt zu ihrer Allianz die chilenischen Territorien zwischen 24° und 27° südlicher Breite an, doch Argentinien lehnte wegen der Schwäche seiner Kriegsmarine ab.

### Der Grenzvertrag zwischen Bolivien und Chile von 1874
Bolivien änderte 1874 seine Politik und einigte sich mit Chile über einen neuen Grenzvertrag. Die Region nördlich des 24. südlichen Breitengrads sollte weiterhin zu Bolivien gehören und die gemeinsame Wirtschaftszone unter der Bedingung aufgelöst werden, dass Bolivien die Exportsteuer für die nun in seinem Territorium ansässigen chilenischen Firmen für eine Frist von 25 Jahren nicht erhöhen durfte.

### Das peruanische Salpeter-Monopol
Peru baute im Tarapacá-Gebiet Guano ab und finanzierte damit seit den 1840er Jahren große Teile seines Staatshaushalts. In den 1860er Jahren sanken jedoch die Staatseinnahmen infolge niedriger Qualität und Quantität der Guanoexporte. Gleichzeitig wuchs das Interesse an der Region, als dort in diesen Jahren umfangreiche Vorkommen an Nitrat (Salpeter) gefunden wurden. Dieser Rohstoff war für die Herstellung von Dünger und Sprengstoff wertvoll und notwendig (bis 1913 das Haber-Bosch-Verfahren einsatzbereit war).
Wegen zunehmenden Salpeterhandels am Weltmarkt hatte Peru ab 1877 beträchtliche Schwierigkeiten, seinen Guano zu verkaufen; mehr als 650.000 Tonnen lagerten schließlich in den Häfen.
Als Ausgleich für den geringer werdenden Guanoexport versuchte die peruanische Regierung ab 1873, ein Staatsmonopol über Gewinnung und Handel von Salpeter aufzubauen. 1875 verstaatlichte Peru alle Salitreras (Salpeterfabriken) und sicherte dem Staat damit die direkte Kontrolle über die Produktion im eigenen Land. Doch auch weiter im Süden, in Antofagasta (damals Bolivien) exportierte ein chilenischer Unternehmer (CFSA) relevante Mengen an Salpeter, die den Preis drückten. Ab 1876 ließ der peruanische Staat den Strohmann Henry Meiggs Lizenzen zur Gewinnung von Salpeter in Toco, ebenfalls in damaligen Bolivien, kaufen. In Chile selbst wurde nur wenig Nitrat exportiert.

### DieCompañía de Salitres y Ferrocarriles de Antofagasta
Die CSFA war eine chilenische Aktiengesellschaft mit Sitz in Valparaíso. Die CSFA hatte von der bolivianischen Regierung unter José Mariano Melgarejo eine Lizenz zum Abbau von Nitraten in Antofagasta erhalten. Diese erste Lizenz wurde nach einem Putsch entzogen und nach Verhandlungen zwischen der CSFA und der neuen bolivianischen Regierung am 27. Dezember 1873 wieder für 15 Jahre steuerfrei erteilt. Damals war umstritten, ob diese neue Lizenzerteilung die Zustimmung des Parlaments benötigte. Damit blieb die CSFA der einzige Salpeter-Produzent, der nicht unter Kontrolle des peruanischen Staates war.
Die britische Firma Antony Gibbs & Sons hatte eine Minderheitsbeteiligung von 34 % an der CSFA und war damals der einzige Verkäufer peruanischen Salpeters in Europa. Die Regierung in Lima drängte die Firma Gibbs, Druck auf die chilenische Geschäftsführung der CSFA auszuüben, die Produktion zu drosseln. Henry Gibbs warnte die CSFA, ein Festhalten am derzeitigen Produktionsumfang würde Probleme mit Peru und Bolivien nach sich ziehen, die hierin eine Verletzung ihrer Interessen sähen.

### Die 10-Centavos-Steuer
| | |
| Miguel Iglesias, später Präsident von Peru. Sein Sohn Alejandro fiel in der Schlacht vom Miraflores. | Juan José Latorre nahm Teil an der Beschießung von El Callao, wo sein Bruder Elías Latorre die Festung verteidigte. |

Zur Finanzierung der Staatskasse beschloss die bolivianische Regierung 1878 unter Präsident Hilarión Daza eine Sondersteuer von 10 Centavos auf jeden abgebauten Zentner Salpeter und verstieß damit gegen den Vertrag von 1874. Chile legte gegen diesen Vertragsbruch Protest ein. Bolivien verzichtete daraufhin zunächst auf die Erhebung der Steuer, nahm das Gesetz aber nicht zurück. Aufgrund einer Finanznot nach einem Dürrejahr und fehlender Mittel zur Beseitigung von Erdbebenschäden beschloss Bolivien im Februar 1878, die Steuer von der profitablen Salpeterindustrie CSFA rückwirkend ab 1874 einzutreiben.
Nachdem die CSFA die Steuerzahlung mit Verweis auf den Vertrag verweigert hatte, enteignete Bolivien im Januar 1879 die der CSFA gehörenden Betriebsstätten und bot sie zum Kauf an. Chile erachtete dies als offenen Bruch und Annullierung des Vertrages von 1874 und entsandte Truppen in die ursprünglich durch Chilenen (Juan López und José Santos Ossa) gegründete Stadt Antofagasta.

### Fazit: Ursachen des Krieges
Ronald Bruce St. John sagt in The Bolivia-Chile-Peru Dispute in the Atacama Desert:

“Even though the 1873 treaty and the imposition of the 10 centavos tax proved to be the casus belli, there were deeper, more fundamental reasons for the outbreak of hostilities in 1879. On the one hand, there was the power, prestige, and relative stability of Chile compared to the economic deterioration and political discontinuity which characterised both Peru and Bolivia after independence. On the other, there was the ongoing competition for economical and political hegemony in the region, complicated by a deep antipathy between Peru and Chile. In this milieu, the vagueness of the boundaries between the three states, coupled with the discovery of valuable guano and nitrate deposits in the disputed territories, combined to produce a diplomatic conundrum of insurmountable proportions.”

„Der Vertrag von 1873 und die Erhebung der 10-Centavos-Steuer waren zwar der Casus Belli, doch es gab tiefere und bedeutendere Gründe für den Ausbruch des Krieges im Jahr 1879. Einerseits die Macht, das Prestige und die relative Stabilität Chiles ,im Gegensatz zum wirtschaftlichen Niedergang und der politischen Instabilität in Peru und Bolivien nach der Unabhängigkeit. Andererseits ging es um die politische und wirtschaftliche Vorherrschaft in der Region. Zudem bestand eine tiefe Abneigung zwischen Peru und Chile. Unter diesen Voraussetzungen ergaben die unklaren Grenzen zwischen den drei Staaten, zusammen mit der Entdeckung wertvoller Guano- und Nitratvorkommen in den umstrittenen Gebieten, einen unlösbaren Konflikt.“

Der US-amerikanische Historiker William F. Sater benennt folgende Gründe für den Krieg:
- Chilenische Interessen an den Produktionsstätten in der Region; das Vorhaben ihrer Usurpierung per Besetzung des betreffenden Gebietes, zum Ausgleich für die gesunkenen Exporteinnahmen. Viele Anteilseigner der CSFA waren Mitglieder der chilenischen Regierung und übten massiv Druck auf den Präsidenten Anibal Pinto aus und beeinflussten die öffentliche Meinung, gegenüber Bolivien einen konfrontativeren politischen Kurs einzuschlagen. Sater fügt allerdings hinzu, dass Teile der chilenischen Wirtschaftselite auch umfangreiche Investitionen in Bolivien getätigt hatten und deshalb gegen eine Eskalation des Konflikts waren, weil sie den möglichen Verlust ihres Eigentums in Bolivien fürchteten.
- Geopolitische Interessen Perus und Chiles im südpazifischen Raum. Sowohl Peru als auch Chile versuchten Bolivien mit dem Versprechen eines günstigeren Exporthafens auf ihre Seite zu bringen. Da der bolivianische Exporthafen sich in Arica und nicht in Antofagasta befand, bot letztlich Peru günstigere Konditionen. Zugleich bot Chile Bolivien an, die peruanischen Gebiete Tacna und Arica zu besetzen und diese anschließend Bolivien zu übergeben.
- Wirtschaftliche Interessen Perus an einem Monopol auf die Salpeter-Gewinnung – zur Kompensation seiner verminderten Umsatzerlöse aus dem Guano-Abbau. Peru unternahm bereits 1873 vergeblich den Versuch, den Salpeterhandel durch ein Staatsmonopol unter Kontrolle zu bringen, und verstaatlichte 1875 die Salpeter-Industrie. 1876 begann Peru, bolivianische Lizenzen für den Abbau von Nitraten zu erwerben. Die Regierung übte Druck auf die britische Firma Antony Gibbs & Sons aus, um die Salpeterproduktion der CSFA zu drosseln.
- Der aus dem innenpolitischen und öffentlichen Druck auf die Regierungen – sowohl in Chile als auch in Peru – resultierende Zwang zur Unnachgiebigkeit im Streit um die Region, und die Angst der Regierungen beider Länder im Falle des Zögerns durch einen Putsch gestürzt zu werden.

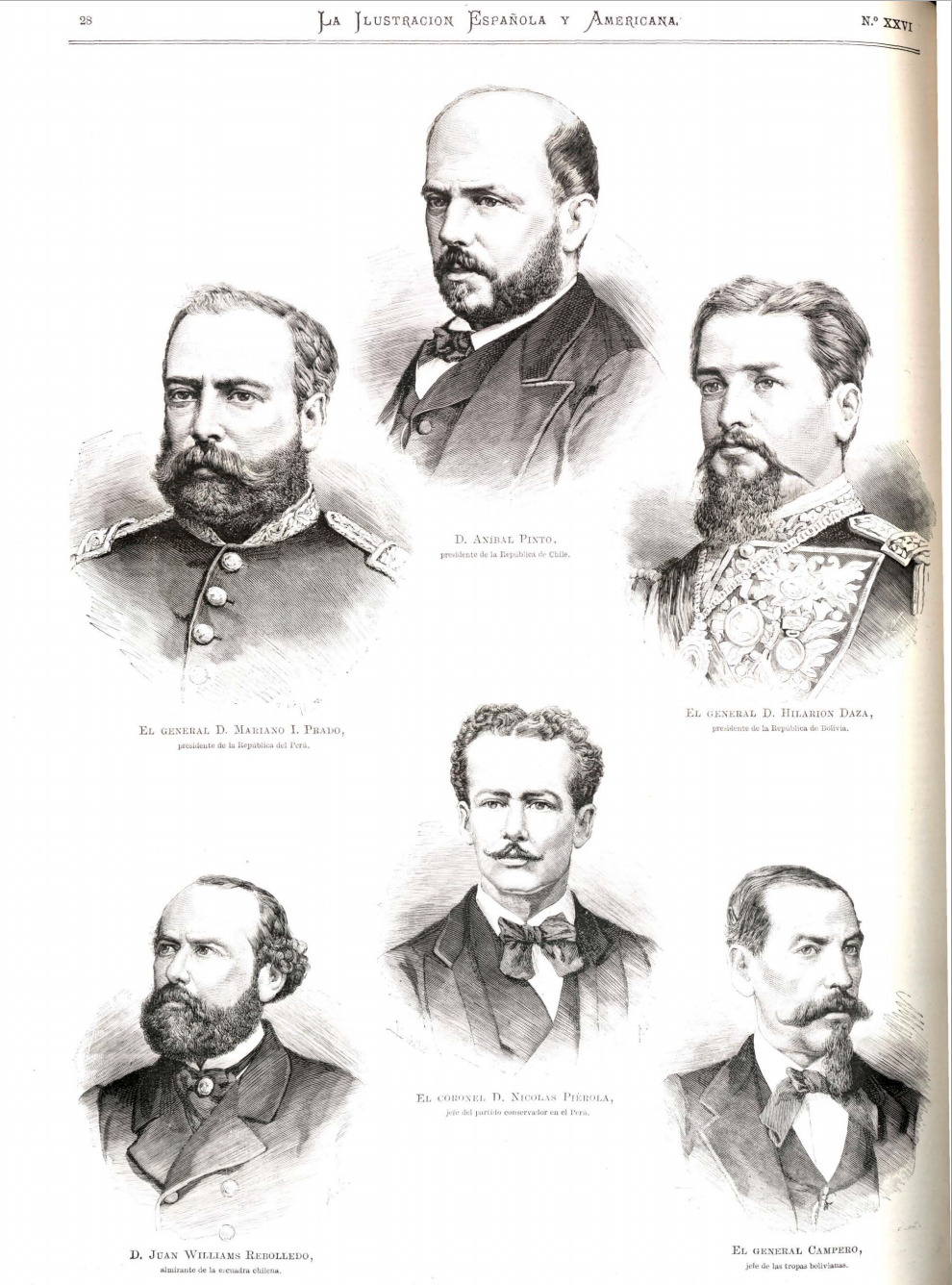
Politische und militärische Führer der drei Länder zu Kriegsbeginn, v. l. n. r.: die drei Staatspräsidenten Mariano Ignacio Prado (Peru), Aníbal Pinto (Chile), und Hilarión Daza (Bolivien), der chilenische Flottenkommandeur Juan Williams Rebolledo, der peruanische Parteiführer Nicolás Piérola und der bolivianische Oberbefehlshaber und spätere Präsident Narciso Campero (zeitgenössische Illustration, erschienen am 15. Juli 1879)

## Beginn des Krieges

### Besetzung von Antofagasta
Chilenische Einheiten besetzten am 14. Februar 1879, dem Tag, an dem die Versteigerung des Unternehmens stattfinden sollte, die Hafenstadt Antofagasta. Da nur fünf Prozent der Bevölkerung Bolivianer waren, gab es keinen Widerstand. Am 22. Februar 1879 entsandte Peru eine Gruppe von Diplomaten, die von José Antonio de Lavalle angeführt wurde, nach Chile, um zwischen Bolivien und Chile zu vermitteln und eine friedliche Lösung zu finden. Unterdessen mobilisierte Peru seine Streitkräfte. Am 27. Februar ermächtigte das bolivianische Parlament die Regierung zur Kriegserklärung, diese wurde jedoch zunächst nicht ausgesprochen.

### Kriegserklärungen
Am 1. März ordnete der bolivianische Präsident Hilarión Daza per Dekret verschiedene Maßnahmen an, darunter ein Verbot des Handels und der Kommunikation mit Chile, „solange der Kriegszustand andauert“, und die Ausreise aller Chilenen binnen zehn Tagen (ausgenommen Fälle von schwerer Krankheit oder Behinderung). Chilenische Minengesellschaften durften ihren Betrieb unter Aufsicht eines staatlichen Aufsehers aufrechterhalten. Die Embargo-Maßnahmen sollten vorübergehend gelten, es sei denn, dass feindselige Aktionen des chilenischen Militärs einen „energischen Gegenschlag Boliviens erfordern“. Daza sprach zwar von einem „Kriegszustand“, eine formelle Kriegserklärung lag aber noch nicht vor. Am 4. März traf die peruanische Gesandtschaft unter de Lavalle in Valparaíso ein.
Bei einem internationalen Treffen am 14. März in Lima erklärte Bolivien, es befinde sich mit Chile in einem Kriegszustand. Damit sollte es Chile erschwert werden, weiterhin Waffen im Ausland zu beschaffen. Die Vermittlungsbemühungen Perus in Chile wurden dadurch untergraben. Am selben Tag sandte der chilenische Außenminister Alejandro Fierro ein Telegramm an den chilenischen Botschafter in Lima, Joaquin Godoy, um von Peru eine sofortige Neutralitätserklärung zu erreichen. Am 17. März trug Godoy das chilenische Anliegen dem peruanischen Präsidenten Prado persönlich vor. Die peruanische Regierung wollte hierzu die Entscheidung des Parlaments abwarten.
Bolivien wiederum forderte Peru auf, den Bündnisfall anzuerkennen, den Chile verursacht habe. Als der peruanische Vermittler de Lavalle in Chile offiziell und direkt gefragt wurde, ob Peru und Bolivien ein geheimes Verteidigungsbündnis unterhielten und ob Peru die Absicht habe, den Bündnisfall anzuerkennen, konnte er nicht mehr ausweichen und bejahte beide Fragen. Daraufhin erklärte Chile am 5. April 1879 Peru und Bolivien den Krieg. Am 6. April rief Peru den Bündnisfall aus und erklärte Chile den Krieg.

## Seekrieg
Die Seegefechte von Iquique und Punta Gruesa am 21. Mai 1879 brachten die Vorentscheidung über die chilenische Seeherrschaft. Um die Verstärkung der peruanischen Verteidiger der Hafenstadt Iquique auf dem Seewege zu verhindern, blockierten zwei ältere chilenische Kriegsschiffe, die Esmeralda und die Covadonga, den Hafen. Die beiden peruanischen Panzerschiffe Huáscar und Independencia trafen auf die chilenischen Blockadeschiffe. Das peruanische Küstenpanzerschiff Huáscar rammte und versenkte die chilenische Korvette Esmeralda. Bei der Verfolgung des chilenischen Kanonenbootes Covadonga lief die kampfstarke peruanische Panzerfregatte Independencia nahe der Küste auf Grund. Damit das Schiff nicht in die Hände der Chilenen fiel, setzte die eigene Besatzung es in Brand.
| Kriegsschiff    | Tonnage (tn.l.) | Leistung (PS) | Geschw. (kn) | Panzerung (cm) | Haupt- Artillerie | Bau- jahr |
| --------------- | --------------- | ------------- | ------------ | -------------- | ----------------- | --------- |
| Cochrane        | 3.560           | 2.000         | 9–12,8       | bis zu 23      | 6 × 22,8 cm       | 1874      |
| Blanco Encalada | 3.560           | 3.000         | 9–12,8       | bis zu 23      | 6 × 22,8 cm       | 1874      |
| Huáscar         | 1.130           | 1.200         | 10–11        | 11,4           | 2 × 25,4 cm       | 1865      |
| Independencia   | 2.004           | 1.500         | 12–13        | 11,4           | 2 × 23 cm         | 1865      |
| Manco Cápac     | 1.034           | 320           | 6            | 25,4           | 2 × 38 cm         | 1864      |
| Atahualpa       | 1.034           | 320           | 6            | 25,4           | 2 × 38 cm         | 1864      |

Sechs Monate lang konnte die Huáscar der chilenischen Flotte entkommen und störte wirksam den chilenischen Nachschub. Am 23. Juli 1879 wurde der chilenische Transporter Rímac von der Huáscar gekapert und ein Kavallerie-Regiment gefangen genommen. Dabei ging sie größeren Konfrontationen mit der überlegenen chilenischen Flotte aus dem Weg. Doch am 8. Oktober 1879 gelang es den beiden modernen chilenischen Panzerschiffen Cochrane und Blanco Encalada mit Hilfe der chilenischen Schiffe O’Higgins und Loa dennoch, die Huáscar vor Punta Angamos zu stellen und sie im Seegefecht von Angamos zu erobern. Die schwer beschädigte Huáscar wurde von den Chilenen repariert und später gegen Peru eingesetzt. Mit der Ausschaltung der beiden hochseefähigen und kampfstarken Panzerschiffe Perus hatte Chile endgültig die Seeherrschaft über Peru errungen.
Im August 1879 fuhr die peruanische Korvette Unión die gesamte chilenische Küste entlang bis nach Punta Arenas, um ein mit Waffen für Chile beladenes Handelsschiff zu kapern. Das Handelsschiff konnte jedoch entkommen.
Die in Peru verbliebenen alten Küstenpanzerschiffe Manco Cápac und Atahualpa waren in schlechtem Zustand und aufgrund ihrer Bauweise nur für die Verteidigung küstennaher Gewässer geeignet. Die Manco Cápac wurde in der Bucht von Arica von den Peruanern selbst gesprengt, als chilenische Truppen die Hafenstadt von der Landseite her erstürmten und der Fluchtweg über See durch ein chilenisches Geschwader verlegt war. Die Atahualpa wurde später, nach der gescheiterten Verteidigung Limas, im Hafen von Callao ebenfalls von der eigenen Besatzung versenkt.
Obwohl die peruanische Marine über keine Schiffe mehr verfügte, die den chilenischen Panzerschiffen hätten lange widerstehen können, gelang es den Peruanern während der Callao-Blockade mit List, zwei chilenische Schiffe zu versenken. Die Loa und Covadonga wurden durch Boote versenkt, die mit Delikatessen, Früchten und Getränken beladen waren – und unter einem doppelten Boden Explosivstoffe trugen.
Nachdem die peruanische Flotte entscheidend geschwächt worden war, konnten chilenische Truppen gefahrlos den Seeweg nutzen. Die isolierten peruanischen Garnisonen im Süden des Landes wurden der Reihe nach überwältigt.

## Landkrieg

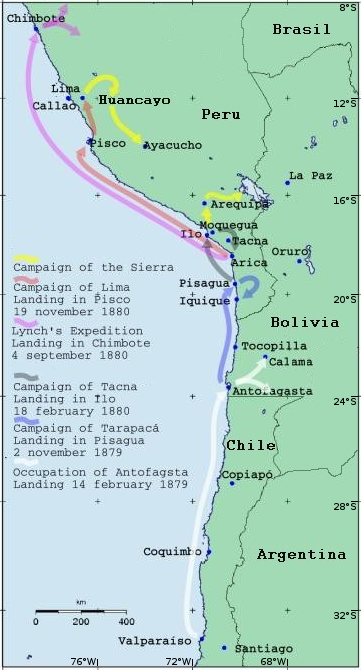
Landungen und Feldzüge im Salpeterkrieg. Es sind die damaligen Staatsgrenzen gezeichnet.

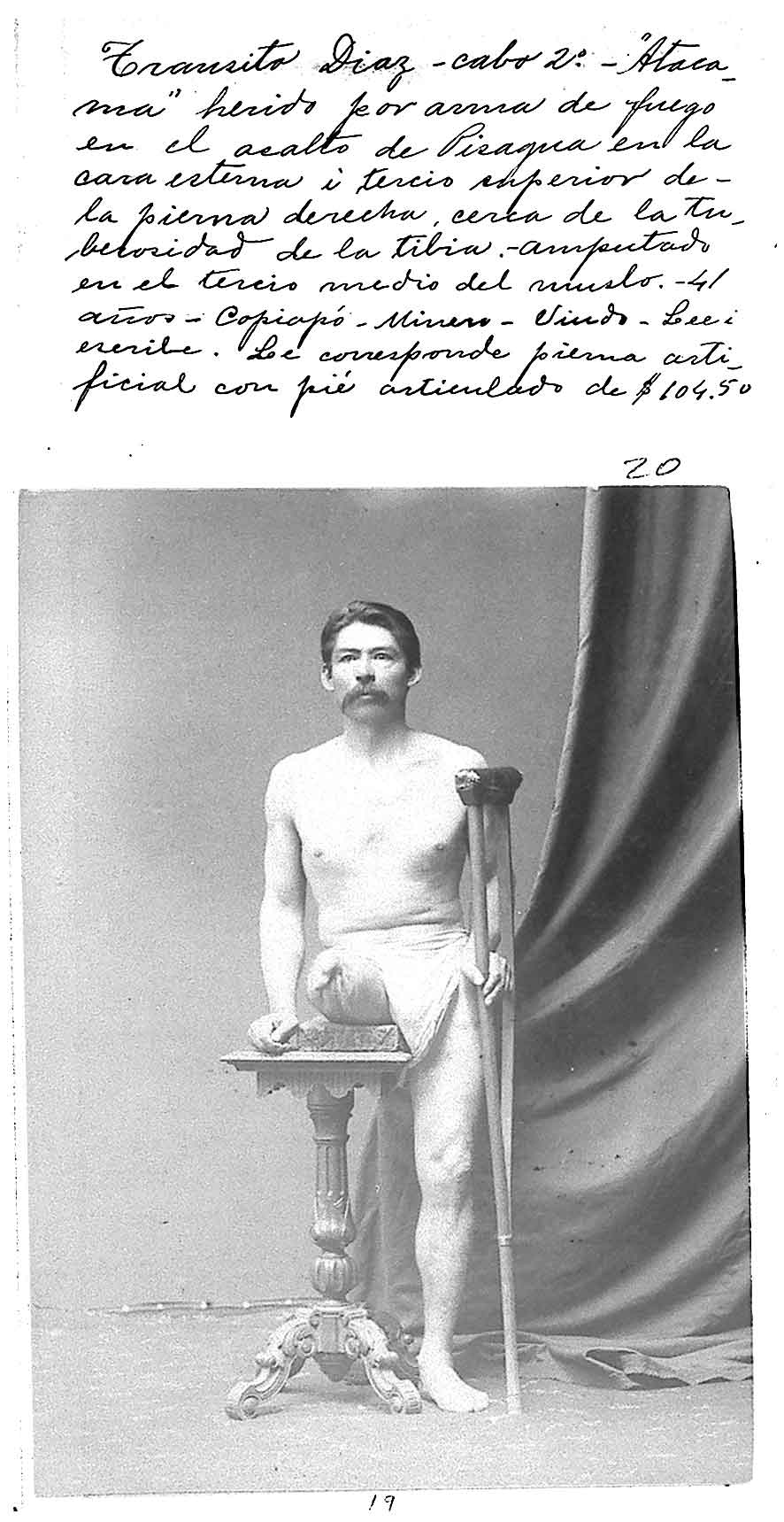
Der chilenische Stabsunteroffizier Tránsito Díaz, der während der Landung in Pisagua schwer verwundet worden war. Das Foto gehört zu einer Reihe von 130 fotografischen Dokumenten, die von der Regierung von Domingo Santa María bestellt wurden, um die Vergabe von Pensionen und Prothesen an die Veteranen zu überprüfen.

### Tarapacá-Feldzug
Zwei Wochen nach der Kaperung der Huáscar begann die chilenische Armee mit der Invasion Perus. Die uneingeschränkte Seeherrschaft erlaubte den Chilenen die Landung von 10.000 Mann bei Pisagua. Hier gelang die Spaltung der peruanisch-bolivianischen Armee in zwei Teile (im Norden Lima, Arequipa und Tacna, im Süden Iquique).
Um Tarapacá zu besetzen, damals die südlichste Provinz Perus, marschierten die Chilenen nach der Landung in Pisagua auf Iquique zu. Hier kam es zur ersten Schlacht dieses Feldzugs, der Schlacht von San Francisco. Die chilenische Armee wurde heftig angegriffen, beide Seiten erlitten Verluste. Nach dem Rückzug bolivianischer Einheiten mussten sich die Peruaner nach Tarapacá zurückziehen. Vier Tage später fiel Iquique.
Im April 1879 schickte der bolivianische Diktator Hilarión Daza seine Truppen nach Arica, um Peru zu unterstützen. Der Vorstoß endete kläglich, die Truppen verdursteten fast in der Atacama-Wüste und mussten umkehren. Dieser Fehlschlag führte zur Absetzung Dazas.
Ein Expeditionskorps mit 3.600 Soldaten und Artillerie wurde zum Abfangen der restlichen peruanischen Truppen entsandt. Die Chilenen trafen auf weniger als 2.000 peruanische Soldaten. Diese waren schlecht ausgebildet und durch die vorhergehende Niederlage demoralisiert. Die Chilenen eroberten eine Schlüsselstellung und kesselten die Stadt ein, bevor sie ihren Angriff begannen. In der Schlacht von Tarapacá gelang den Peruanern trotzdem ein Sieg. Die Chilenen mussten viel Munition und Versorgungsgüter zurücklassen. Der Sieg hatte aber kaum Folgen, da die Chilenen bereits 12.000 Mann in der Pacocha-Bucht bei Pisagua ausgeschifft hatten. Die Peruaner mussten die Hoffnungen auf Verstärkung für die Provinzen Arica und Tacna aufgeben.

### Moquegua-Feldzug

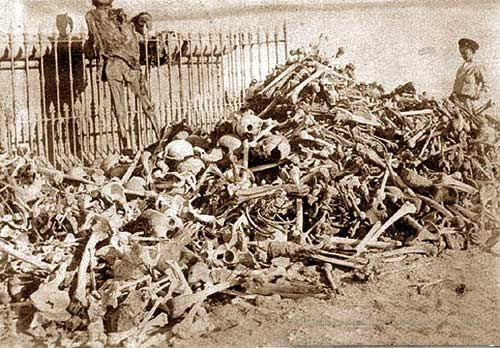
Exhumierung von Überresten bolivianischer, chilenischer und peruanischer Soldaten, die nach der Schlacht von Tacna verscharrt wurden, vor ihrer endgültigen Beisetzung im Mausoleum des Friedhofs von Tacna im Jahr 1910

Am 7. Juni 1880 griffen 7.000 chilenische Soldaten mit Unterstützung der Marine die peruanische Garnison in der Stadt Arica an. Diese wurde von Oberst Francisco Bolognesi mit 2.000 Mann verteidigt. Die Chilenen wurden von Divisionsgeneral Manuel Jesús Baquedano González geführt. Entscheidend war der von seinem Stabschef, Oberstleutnant Pedro Lagos, ausgearbeitete Schlachtplan, der die rasche Einnahme der peruanischen Festung auf El Morro (deutsch „Großer Hügel“) als Garantie für den Sieg vorsah. Die Schlacht von Arica kostete 474 chilenische und ca. 1.000 peruanische Soldaten das Leben. Unter den Toten war auch der peruanische Kommandant Francisco Bolognesi. El Morro gilt heute sowohl in Peru als auch in Chile als nationales Symbol.
Nach dem Sieg chilenischer Truppen über ein peruanisch-bolivianisches Heer bei Tacna (Batalla del Alto de la Alianza) zog sich Bolivien aus dem Krieg zurück und beschränkte sich auf die Sicherung der Zugänge zum bolivianischen Hochland, wodurch sich die chilenischen Truppen allein Peru zuwenden konnten.

### Lynchs Expedition
Um der Regierung Perus die Zwecklosigkeit weiteren Widerstands vor Augen zu führen, sandte die chilenische Regierung eine Expedition von 2.200 Mann unter dem Befehl vom Patricio Lynch nach Nordperu – mit dem Ziel, Steuern von den Großgrundbesitzern und den Städten einzutreiben. Am 10. September 1880 landete die Expedition in Chimbote und erhob dort 100.000 Pesos in landesüblicher Währung, 10.000 Pesos in Paita, 20.000 Pesos in Chiclayo und 4.000 Pesos in Lambayeque. Wer nicht bezahlte, dessen Eigentum wurde zerstört. Am 11. September erließ die peruanische Regierung ein Dekret, das die Zahlungen als Hochverrat ahndete, aber die meisten Besitzer zahlten. Diese auch von Chilenen kritisierte Expedition war gedeckt von den damals international geltenden Kriegsgesetzen. Der chilenische Historiker Barros Arana nennt den Artikel 544 von Johann Caspar Bluntschlis Le droit international codifié und Sergio Villalobos zitiert Andres Bellos Principios del derecho Internacional.

### Diplomatische Bemühungen um eine Lösung
Im Oktober 1880 versuchten die Vereinigten Staaten an Bord der Lackawanna erfolglos, im Konflikt zu vermitteln. An der Arica-Bucht scheiterte der Versuch, den Krieg mit Diplomatie zu beenden. Repräsentanten von Chile, Peru und Bolivien trafen sich, um die territorialen Konflikte zu besprechen. Dennoch wiesen Peru und Bolivien den Verlust ihrer Gebiete an Chile zurück und verließen die Konferenz.

### Lima-Feldzug

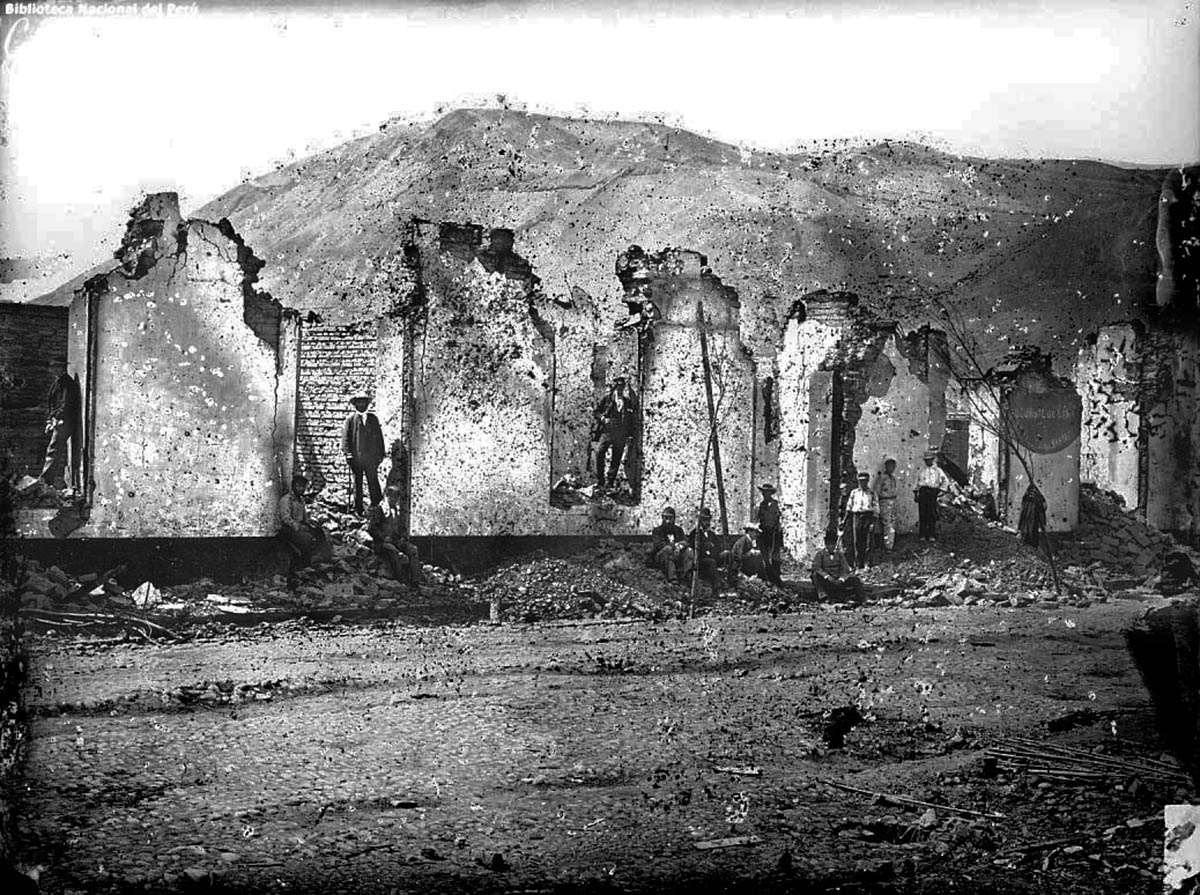
Chorrillos war vor dem Krieg das bevorzugte Seebad von Limas Oberschicht. Während der Schlacht von Chorrillos verlief die peruanische Verteidigungslinie durch die Stadt. Sie wurde beschossen, geplündert und niedergebrannt. Am Ende wurde Haus um Haus gekämpft.

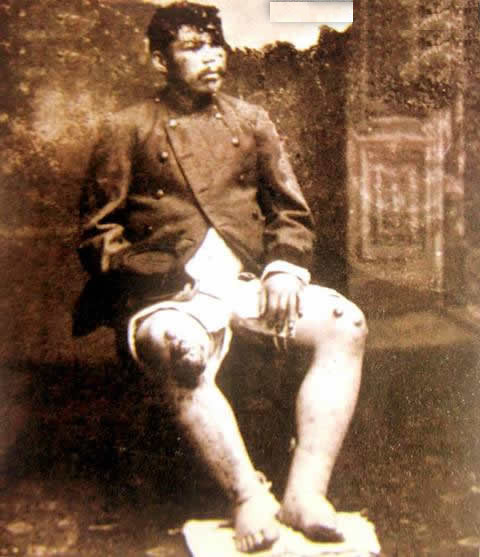
Ein chilenischer Soldat mit großen Warzen, Symptome des Oroya-Fiebers, das er sich beim Kampf in den Schluchten des Río Rímac zuzog (1881).

Nach der Landung in Pisco am 19. November 1880 marschierte die chilenische Armee auf die peruanische Hauptstadt Lima zu. Am 13. Januar 1881 unterlagen die Peruaner den Chilenen in der Schlacht von San Juan und Chorrillos. Zwei Tage später unterlagen die Peruaner auch in der Schlacht von Miraflores. Nach dem Waffenstillstand von San Juan am 15. Januar, der durch die Vermittlung des französischen und des britischen Botschafters ausgehandelt worden war, mussten die Peruaner den Chilenen Lima überlassen. Am 17. Januar 1881 zogen die Truppen des chilenischen Generals Manuel Baquedano in Lima ein. Die südlichen Vororte von Lima, einschließlich der Küstenstreifen von Chorrillos, wurden eingenommen und gebrandschatzt. Eine Reihe von außerhalb liegenden Haciendas wurde von chinesischen Arbeitern angesteckt; diese waren aus China als Sklavenersatz angeworben worden. Vor allem aber waren desertierte peruanische Soldaten an der Plünderung und Brandschatzung von Lima beteiligt. Wenige Tage später fiel auch die Hafenstadt Callao.

### Huamachuco-Feldzug
Nach der Auflösung der Zentralregierung in Peru änderte sich der Charakter des Krieges zu einem zweijährigen Guerillakrieg im peruanischen Hochland. Erst 1883 konnten die Chilenen unter Admiral Patricio Lynch die Truppen des peruanischen Generals Andrés Avelino Cáceres im Inneren des Landes bei der Schlacht von Huamachuco am 10. Juli 1883 stellen und schlagen.
Die Verfolgung Cáceres’ begann in Lima am 24. April 1883. Mitte Juni gaben die chilenischen Truppen unter dem Befehl von Arriagada die Verfolgung im Süden auf. Cáceres, in Unkenntnis dieser Tatsache, floh jedoch weiter bis Pomabamba in Ancash, wo er entschied, die chilenischen Truppen im Norden getrennt anzugreifen und die zum Frieden bereite peruanische Regierung von Miguel Iglesias in Cajamarca zu zerschlagen. Aber nach Huamachuco kam er erst, nachdem sich die verschiedenen chilenischen Truppenteile im Norden vereint hatten. Die letzte kampffähige peruanische Armee wurde vernichtend geschlagen. Cáceres selbst konnte sich nach der Schlacht nur verletzt verstecken. Später wurde er, Jahre nach dem Abzug der Chilenen aus Peru, Präsident des Landes.
Die peruanische Armee unter Admiral Lizardo Montero Flores im Süden Perus gab den Kampf auf.
Die neue peruanische Führung unter Miguel Iglesias nahm nun Friedensverhandlungen auf und akzeptierte die Kapitulationsbedingungen, die die vorläufige Abtretung der Regionen Tarapaca und Tacna an Chile vorsahen.

## Kriegsende
Am 20. Oktober 1883 unterzeichneten Chile und Peru den Vertrag von Ancón. Darin erhielt Chile die peruanische Provinz Tarapacá und dehnte sein Territorium bis nach Tacna aus.
Am 4. April 1884 kam zwischen Chile und Bolivien der Vertrag von Valparaíso zustande. Darin erhielt Chile die Küstenregion um Antofagasta, was Bolivien neben dem Verlust einer Provinz auch den Zugang zum Pazifik kostete. Bolivien wurde dadurch wieder zu einem Binnenstaat. Hafenstädte wie Antofagasta, Iquique und Arica wurden endgültig ins chilenische Staatsgebiet eingegliedert.
Erst 1904 wurde der bis heute gültige Friedensvertrag zwischen Chile und Bolivien unterzeichnet, in dem Bolivien die Zugehörigkeit der Atacamaregion zu Chile bestätigte. Im Gegenzug gewährte Chile Bolivien den zollfreien Zugang zu den Häfen von Arica und Antofagasta und den Bau einer Bahn, die die Hauptstadt La Paz mit der Küstenstadt Arica verbinden sollte.
Die Städte Arica und Tacna blieben noch lange von Chile besetzt. Erst 1929 wurde im Tacna-Arica-Kompromiss Tacna an Peru zurückgegeben. Arica wurde Chile zugeschlagen.

## Ausländische Intervention

### Waffenkäufe
Der britische Historiker B. Farcau behauptet::149

„Entgegen dem allgemeinen Glauben, dass die ‚Händler des Todes‘ den Konflikt in die Länge ziehen würden, um mehr davon zu verdienen, waren die Nitrate-Händler und die Halter der sich mehrenden Schuldscheine der Belligeranten einflussreiche Geschäftsmänner und ihre jeweiligen Konsulen und Botschafter, und sie waren alle überzeugt, dass der einzige Weg, auf dem sie ihre Anleihen und Gewinne zurückbekommen konnten, darin bestand, den Krieg zu beenden und den Handel wieder zu beginnen ohne störende legale Folgestreits um die Eigentumsrechte an den Ressourcen der Region.“

Trotzdem konnten die Kriegsteilnehmer Torpedoboote, Waffen und Munition im Ausland kaufen und unklare Neutralitätsgesetze umgehen. Firmen wie die Baring Brothers in London hatten keine Probleme, für beide Seiten tätig zu sein.:129 Waffen wurden selbstverständlich nur an den verkauft, der dafür bezahlen konnte. Zum Beispiel kaufte Peru in der Zeit von 1879 bis 1880 Waffen in den USA, Europa, Costa Rica und Panama. Sie wurden an der Karibik-Seite von Panama entladen und per Eisenbahn an die Pazifik-Küste transportiert. Dort wurden sie per Schiff (Talisman, Chalaco, Limeña, Estrella und Guadiana) nach Peru gebracht. Dieses Handeln geschah mit der Zustimmung der Regierung von Panama (damals noch ein Teil vom Kolumbien). Der chilenische Konsul protestierte mehrfach gegen diese Transporte, weil der Chile-Kolumbien-Vertrag von 1844 jede Versorgung der Feinde der Vertragunterzeichner mit Waffen verbot.

### Politik der USA
Die US-Diplomaten waren besorgt darüber, dass die europäischen Mächte geneigt sein könnten, im Pazifik zu intervenieren. Nach der Okkupation von Tarapacá und Antofagasta ersuchten die Regierungen von Peru und Bolivien als letzte Hoffnung die USA, die Annexion dieser Territorien durch Chile zu verhindern.:41 Der Botschafter Boliviens in Washington bot dem US-Staatssekretär William Maxwell Evarts die Perspektive lukrativer Guano- und Nitrate-Lizenzen für US-Investoren, im Gegenzug zum offiziellen US-Schutz der bolivianischen territorialen Integrität.:42:131 Isaac P. Christiancy, US-Botschafter in Peru, organisierte die gescheiterte (USS-)Lackawanna-Friedenskonferenz. Christiancy hatte früher in den USA vorgeschlagen, Peru zu annektieren und nach 10 Jahren in die Union aufzunehmen, um den USA einen Zugang zu diesen reichen Märkten zu verschaffen.:42
Im Jahre 1881 übernahm James Garfield das Präsidentenamt und sein anglophober Außenminister James G. Blaine war für eine engagiertere Politik der USA im Salpeterkrieg,:43 vor allem im Bezug auf die US-Investitionen in Guano- und Nitrate-Lizenzen.:132 Blaine argumentierte, dass die Republiken Südamerikas „junge Schwestern dieser Regierung“ seien und dass er keine europäische Intervention in Südamerika wolle.
Die Gruppen Credit Industriel and Peruvian Company, die europäische und US-amerikanische Kreditgeber repräsentierten, hatten der provisorischen peruanischen Regierung von García Calderón garantiert, die Auslandsschulden Perus und die Kriegsreparationen an Chile zu bezahlen, wenn Peru die Lizenzen für die Ausbeutung der Ressourcen in Tarapacá an ihre Gesellschaften vergab. Mit der Einwilligung der peruanischen Regierung begannen beide Gesellschaften in den USA, gegen die Abtretung Tarapacás an Chile Lobbyarbeit zu betreiben. Die Levi P. Morton, Bliss and Company würde in diesem Fall das Monopol des Nitrate-Verkaufs in den USA bekommen. Levi P. Morton war ein enger Freund von J. Blaime.
Außerdem hatte Stephen A. Hurlbut, (Christiancys Nachfolger in Lima) auch die Installation einer US-Marinebasis in Chimbote und die Lizenzen für die Ausbeutung von Kohlevorkommen im Landesinneren erreicht, Letzteres allerdings für seinen persönlichen Profit. Diese US-amerikanischen Versuche bestärkten die provisorische peruanische Regierung in ihrer Absage an die Abtretung Tarapacas. Als in den USA publik wurde, dass Hurlbut von der US-Intervention im Krieg profitieren würde, wurde dort klar, dass er den Friedensprozess behinderte. Ende 1881 sandte Blaine William H. Trescott nach Chile, um die dortige Regierung zu warnen, dass die USA eine Konfliktlösung durch eine schiedsgerichtliche Instanz verlangten und dass Kriege keine Grenzverschiebungen rechtfertigten.:132
Nach Garfields Ermordung und der Amtsübernahme durch Chester A. Arthur wurde Blaine durch Frederick Theodore Frelinghuysen ersetzt. Frelinghuysen war der Meinung, dass die USA nicht in der Lage seien, Blaines Ziele zu verfolgen, und änderte die Ziele von Trescotts Mission. Der US-Historiker Kenneth D. Lehmann sagt über die Politik der USA: „Washington hatte sich in die Mitte der Kontroverse eingemischt, ohne über eine realistische Position nachzudenken: Die Moralapostel-Attitüde der USA hatte etwas Heuchlerisches angesichts seiner eigenen Geschichte, und die unterschwelligen Androhungen waren nicht glaubhaft.“:45

### Politik Großbritanniens
Im Bezug auf eine Intervention des Vereinigten Königreichs im Krieg stellte der britische Historiker Victor Kiernan fest: „Es muss betont werden, dass das Foreign Office zu keiner Zeit irgendeine Art von Intervention vorgesehen hat. […] Es war besonders wachsam, dass keine Kriegsschiffe an eine der Parteien geschmuggelt wurden, denn es befürchtete wieder in eine Alabamafrage hineingezogen zu werden.“
Während des Krieges beschlagnahmte die britische Regierung vier Kriegsschiffe, je zwei, die an Chile und an Peru verkauft worden waren: die Arturo Prat (später Tsukushi), Esmeralda (später Kreuzer Izumi), die Lima und die Topeka. Die letzteren zwei Schiffe waren in den Howaldtswerken in Hamburg gebaut worden und sollten in England bewaffnet werden. Sie trugen die Namen Socrates und Diogenes, um das wahre Zielland zu verschleiern.

## Plünderungen, Kriegsschäden und Kriegsreparationen

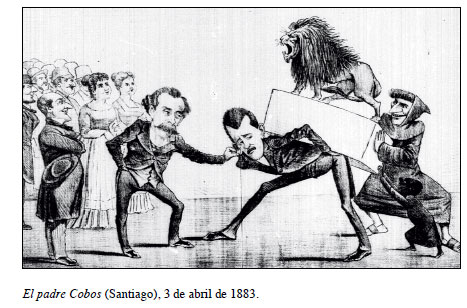
Zeichnung in der chilenischen Zeitschrift Padre Cobos vom 3. April 1883. Der Minister José Manuel Balmaceda wäscht seine Hände in Unschuld und befiehlt dem Bürgermeister von Santiago, Mackenna, den schweren peruanischen Löwen loszuwerden. Die Elite von Santiago schaut vergnügt der Ankunft der Statue zu. Pater Cobos und ein schwarzer Junge sind ebenfalls Teil der Szene.

Während die Plünderungen und die Kriegsreparationen in Chile oft vergessen werden, sind sie in Peru Ursache für anti-chilenische Ressentiments. Der chilenische Historiker Milton Godoy Orellana unterscheidet vier Fälle:
- Plünderungen nach den Schlachten von Chorrillos und Miraflores durch Angehörige der chilenischen Armee
- Plünderungen der peruanischen Hauptstadt, ausgelöst durch die Angst ihrer Einwohner vor der heranrückenden chilenischen Armee
- Die militärische Konfiszierung von Lokomotiven, Schienenwegen, Druckerpressen, Waffen und anderen Gütern durch den chilenischen Staat. Diese Enteignungen waren im 19. Jahrhundert akzeptiert. Die chilenische Regierung überließ ihre Ausführung der Oficina Recaudadora de las Contribuciones de Guerra, deren Aufgabe die Inventarisierung, Konfiskation, Protokollierung und der Transport der Güter nach Chile war. Eine Liste der beschlagnahmten Güter existiert nicht, aber viele Objekte wurden in privaten und amtlichen Briefen, Zeitungsartikeln, Ladungslisten etc. vermerkt.
- Die Beschlagnahme von literarischen und künstlerischen Kulturgütern aus Peru

Die Ausarbeitung und Verabschiedung internationaler Übereinkommen über den Schutz von Kulturgütern wurde erst im 19. und 20. Jahrhundert verwirklicht, aber die ideellen Anfänge wurzelten im Europa des 18. Jahrhunderts. Der Lieber Code von 1863 stellte während eines bewaffneten Konflikts Kulturgüter unter Schutz (Art. 35), erlaubte aber ausdrücklich ihre Verwendung zu Reparationszwecken (Art. 36). Der chilenische Historiker Sergio Villalobos führt aus, dass die USA 1871 die Konfiszierung von Kulturgütern akzeptierten, aber das Projekt einer Internationalen Deklaration über Gesetze und Sitten des Krieges von 1874 (1874 Project of an International Declaration concerning the Laws and Customs of War) diese auf die Liste geschützter Objekte setzte.:230 Im März 1881 wurden circa 45.000 Bücher der Nationalbibliothek Perus von der Okkupationsmacht beschlagnahmt. Weil viele dieser Bücher von Peruanern in Lima verkauft wurden, ist umstritten, wie viele Bücher sich tatsächlich von Anbeginn im Besitz der chilenischen Besatzer befunden hatten. Im späten März 1881 kamen die ersten Bücher nach Chile, und die dortige Presse begann eine Diskussion über die Legitimität der Konfiskationen von Ölgemälden, Büchern, Statuen und anderen Kulturgütern.
In einer Sitzung des chilenischen Parlaments am 4. Januar 1883 befragte der Abgeordnete Augusto Matte Pérez den Minister José Manuel Balmaceda über die „beschämenden und erniedrigenden“ Schiffsladungen mit peruanischen Kulturgütern. Der Abgeordnete Montt verlangte die Rückgabe der Güter und wurde von seinen Kollegen McClure und Puelma unterstützt. Der Minister versprach die Beendigung der Beschlagnahmung von Kulturgütern und die Rückgabe der in der Debatte um die Legalität der Konfiskation peruanischer Kulturprodukte erwähnten Objekte. Anscheinend tat er das, weil keine solchen Schiffsladungen mehr ankamen. Aber noch im Jahr 2007 sandte Chile 3778 Bücher an die Biblioteca Nacional del Perú zurück. S. Villalobos vertrat die Auffassung, dass es keine Ausrede für Diebstahl geben könne.:233
Ein komplizierteres Unterfangen stellte die juristische Bewertung von Kriegsschäden am Eigentum von Bürgern neutraler Staaten dar. 1884 wurden die Schiedsgerichte Tribunales Arbitrales mit je einem aus Chile, einem von der Regierung des Klägers und einem von der Regierung Brasiliens ernannten Richter gebildet. Sie hatten über die Ansprüche von 118 britischen, 440 italienischen, 89 französischen und ab 1886 auch deutschen Klägern zu verhandeln. Das „italienische“ Tribunal behandelte auch die belgischen und das „deutsche“ Tribunal auch die österreichischen Klagen. Bürger aus den USA nahmen zu dieser Zeit nicht daran teil; die spanischen Klagen wurden direkt mit der chilenischen Regierung verhandelt. Nach dem damaligen Kriegsrecht wurden Klagen ausländischer Bürger mit gewöhnlichem Wohnsitz im Staatsgebiet der kriegführenden Länder, Klagen wegen Schäden in einem Gebiet in dem Kampfhandlungen stattgefunden hatten (z. B.: Arica, Chorrillos, Miraflores, Pisagua and Tacna) und Schäden, die von versprengten oder marodierenden Soldaten verübt worden waren, nicht berücksichtigt. Nur 3,6 % der verhandelten Schäden wurden vom Tribunal anerkannt, was S. Villalobos auf die Übertreibung von Schäden infolge des verletzten Nationalgefühls der Peruaner und auf die monetären Interessen der ausländischen Kläger zurückführt.:259–262

## Schrecken des Krieges
Die kriegführenden Staaten versprachen zwar vor Kriegsausbruch die Einhaltung der Konvention des Internationalen Rotkreuz-Komitees von 1863 (siehe Internationale Rotkreuz- und Rothalbmond-Bewegung) zum Schutz von Kriegsverletzten, Kriegsgefangenen, Flüchtlingen, Zivilpersonen und anderer Nichtkombattanten, hielten diese jedoch nicht ein.:90
Nach Kriegsbeginn wurden insgesamt schätzungsweise 30.000 Chilenen aus Peru und Bolivien nach Chile abgeschoben und ihr Eigentum konfisziert; die Mehrheit von ihnen musste in Pontons, Barkassen und Lagern in peruanischen Häfen Schutz suchen, bis sie per Schiff nach Chile transportiert wurden. Man schätzt, dass 7000 von ihnen aus Verbitterung und Rachegelüsten in das Militär eintraten.:160 In Chile lebende Peruaner und Bolivianer blieben hingegen völlig unbehelligt.:162
Beide Seiten beschuldigten sich gegenseitig, verletzte feindliche Soldaten nach Ende der Kampfhandlungen getötet zu haben.:167
Neben den peruanisch-chilenischen Schlachten in asymmetrischer Kriegführung nach der Besetzung von Lima entluden sich in Peru latent vorhandene soziale und ethnische Konflikte zwischen der indigenen Bevölkerungsmehrheit, den in sklavereiähnlichen Verhältnissen lebenden chinesischen Kulis:160,165 und der mestizischen und weißen Oberschicht. Am 2. Juli 1884 wurden in Huancayo der Guerillaführer Tomás Laymes und drei seiner Männer von einem Gericht in einer von Cáceres kontrollierten Zone wegen der Grausamkeiten und Verbrechen, die die Guerilla an der peruanischen Bevölkerung begangen hatte, verurteilt. In Ayacucho rebellierten die indigenen Völker gegen die „Weißen“; in Chincha kam es zu Unmutsbekundungen der Afroperuaner gegen die Großgrundbesitzer der Haciendas Larán, San José und Hoja Redonda. Der peruanischen Armee gelang es schließlich, die Rebellion gewaltsam niederzuschlagen. Die chinesischen Kulis bildeten die Vulcano-Einheiten innerhalb der chilenischen Armee.
Es gab auch ethnische Spannungen zwischen chinesischen Kulis und Schwarzen. In der Cañete-Provinz wurden 2000 Kulis aus den Haciendas Montalbán und Juan de Arona von Afroperuanern massakriert.:324

## Folgen

### Kriegsopfer
Der fünfjährige Krieg kostete Schätzungen zufolge zwischen 14.000 und 23.000 Menschenleben. William F. Sater gibt genaue Zahlen an und kommt auf deutlich mehr als 20.000 Todesopfer (siehe Box am Artikelanfang). Der Wirtschafts- und Technikhistoriker Günther Luxbacher nennt die Zahl von 14.000 Todesopfern.

### Wirtschaftlicher Aufschwung in Chile
Durch den Krieg brachte sich Chile in den Besitz der reichen Salpetervorkommen, die auch von britischen und deutschen Unternehmen abgebaut wurden. So kam Chile in der Folgezeit zu beträchtlichem wirtschaftlichen Wohlstand. Mit der Entwicklung neuer Verfahren zur Salpetergewinnung und der Entdeckung des synthetischen Düngers zu Beginn des 20. Jahrhunderts (Haber-Bosch-Verfahren) verlor der Salpeterabbau später jedoch seine Bedeutung. Ebenso wie Perus Guano-Abbau zuvor spielte dann Salpeter im internationalen Handel und zum Export keine Rolle mehr und fiel als Devisenbringer aus.

### Belastung der Beziehungen zwischen den beteiligten Staaten
Die Folgen des vor mehr als 130 Jahren beendeten Krieges wirken sich bis heute nachhaltig belastend auf das Verhältnis der früheren Kriegsparteien zueinander aus. So brach Chile entgegen seiner bis dahin verfolgten Neutralitätspolitik während des Zweiten Weltkrieges die Beziehungen mit den Achsenmächten 1943 abrupt ab, nicht zuletzt aufgrund der Befürchtung einer Annäherung Perus und Boliviens an die Vereinigten Staaten. Die Befürchtung Chiles war, dass die entschlossene Unterstützung beider Länder für die USA und die daraus resultierende US-amerikanische Militärhilfe Peru und Bolivien in die Lage versetzen könnten, mit Unterstützung der USA gegen Chile vorzugehen, wenn Chile sich nicht ebenfalls dem alliierten Lager anschlösse.

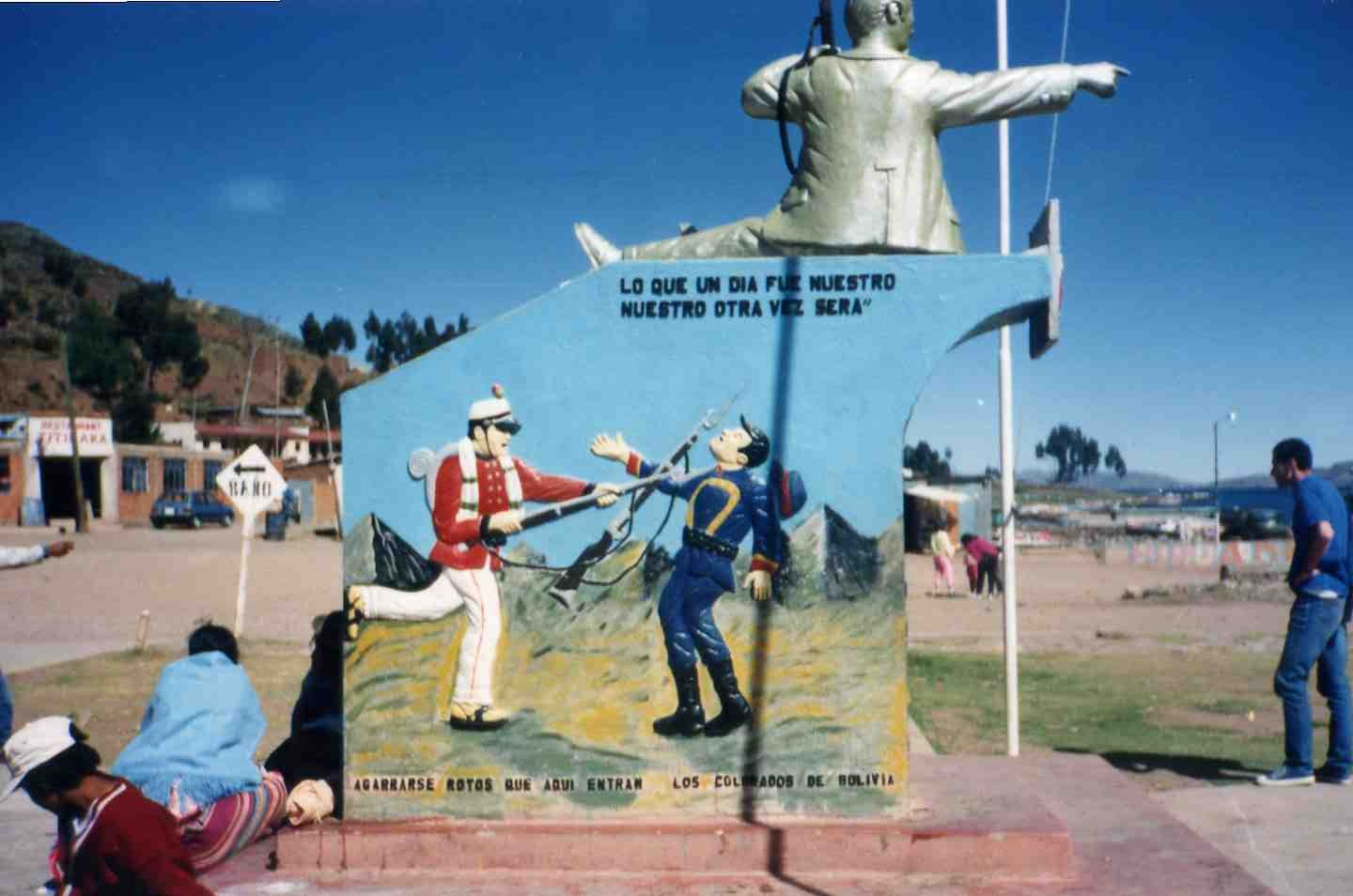
Denkmal nahe dem bolivianischen Marinestützpunkt am Titicacasee als Beispiel für politisch gewollten Revanchismus: Es zeigt einen bolivianischen Soldaten, der sein Bajonett in den Hals eines chilenischen Soldaten sticht. Darüber der Satz: „Was einmal unser war, wird wieder unser sein“, darunter: „Haltet euch fest, Rotos, hier kommen die Colorados aus Bolivien“. Rotos („Asoziale“) ist in Peru und Bolivien ein verächtlicher Ausdruck für Chilenen, Colorados („die Roten“) eine Anspielung auf die roten Uniformen der Bolivianer. Beide Figuren tragen Uniformen aus der Kriegszeit um 1880. Obenauf sitzt ein Marinesoldat und zeigt in Richtung Küste.

Die schmachvolle Niederlage Boliviens und Perus weckte in beiden Ländern anhaltende Ressentiments und Revanchegelüste gegen Chile, und trotz der seit vielen Jahren bestehenden Friedensverträge wird das Verhältnis der drei Staaten untereinander auch heute noch stark von der Vergangenheit geprägt. Seit dem Friedensvertrag von 1904 macht Bolivien den Verlust des Meereszugangs für seine schwache politische und wirtschaftliche Situation verantwortlich und fordert eine Revision des Vertrags sowie einen souveränen Korridor zum Meer. 1920 verlangte Bolivien vor dem Völkerbund eine Änderung des Grenzvertrages, was dieser jedoch mit der Begründung abwies, die Grenzziehung sei eine Aufgabe der beteiligten Länder selbst. Seitdem sind alle Versuche einer diplomatischen Lösung gescheitert, und seit 1962 hat Bolivien mit Chile keine Botschafter mehr ausgetauscht. Um seinen Anspruch zu untermauern, unterhält Bolivien die größten Seestreitkräfte eines Binnenlandes weltweit (Armada Boliviana).
Die bolivianische Position wird von in- und ausländischen Beobachtern als vorwiegend innenpolitisch motiviert betrachtet, da Bolivien aufgrund des Friedensvertrags Freihafenrechte und das Recht zu zollfreiem Warentransit über Arica und Iquique besitzt, was von Chile auch stets respektiert wurde. Für den Warenverkehr verfügt Bolivien folglich über einen Zugang zum Pazifik, sodass die bolivianische Privatwirtschaft kaum Handlungsbedarf sieht. Von den politischen Vertretern sämtlicher im Land vertretenen Richtungen wird ein souveräner Meereszugang Boliviens mit eigenem Pazifikhafen jedoch als unverzichtbar angesehen. Seit der Privatisierung der chilenischen Hafenbetriebe in Arica und dem Regierungsantritt von Evo Morales in Bolivien haben sich die politischen Spannungen verschärft; das Thema ist in Bolivien erneut ein Dauerbrenner geworden. Ein wichtiges Argument der Regierung Morales war der Mangel an bolivianischer Souveränität über die Hafenanlagen. Aus ihrer Sicht sind diese mangels ausreichender Investitionen ineffizient und den wachsenden Exporten des Landes nicht mehr gewachsen. Unter bolivianischer Souveränität könnten folglich angemessene Modernisierungsmaßnahmen durchgeführt werden, welche für Chile keine Priorität haben.
Seit 1975 unterbreitete Chile verschiedentlich Vorschläge zur Aussöhnung mit Bolivien, die jedoch an der peruanischen Haltung scheiterten: Kern der Verhandlungen zwischen Chile und Bolivien war die Abtretung eines Korridors im äußersten Norden Chiles entlang der Grenze zu Peru, da Chile durch einen weiter südlich gelegenen Korridor geteilt würde. Ein solcher Nordkorridor würde über ehemaliges peruanisches Gebiet führen; gemäß dem Vertrag von Ancón kann Chile ehemaliges peruanisches Gebiet jedoch nur mit Zustimmung Perus an Dritte abtreten.
Aus Sicht Perus besteht kein Grund, einer solchen Abtretung ohne Gegenleistung von seiten Boliviens zuzustimmen (da Bolivien sonst von den peruanischen Gebietsverlusten gewissermaßen „profitieren“ würde). Nach Ansicht Boliviens ist der verlorene Zugang zum Pazifik hingegen eine historische Ungerechtigkeit, zu deren Beseitigung allein Chile moralisch verpflichtet sei; Bolivien sieht keine Veranlassung, das ihm zustehende Recht durch Leistungen an Peru erkaufen zu müssen. Aus Sicht Chiles ist der vorgeschlagene Gebietstausch bereits ein Zugeständnis an Bolivien ohne direkten Vorteil für das eigene Land; es sei Boliviens Aufgabe, die Zustimmung Perus herbeizuführen.
Nach dem Scheitern von Verhandlungen über einen entsprechenden Gebietstausch (peruanisches Veto) und Wasserrechte am Río Lauca im Jahre 1978 brach Bolivien die diplomatischen Beziehungen zu Chile gänzlich ab. Beide Länder unterhalten bis heute offiziell nur Kontakte auf konsularischer Ebene. Bolivien weigert sich, Chile mit Erdgas zu versorgen, und knüpft Erdgaslieferungen an Argentinien an die Bedingung, dass Argentinien dieses Gas nicht an Chile weiterliefert. Chile zeigte sich späteren diplomatischen Initiativen zur Lösung des Konflikts gegenüber weitgehend zugeknöpft.
Bolivien verzichtete 2002 aus Rücksichtnahme auf die innenpolitischen Widerstände auf eine Milliardeninvestition ausländischer Konzerne für den Export von verflüssigtem Erdgas in die USA, weil das Gas durch Pipelines über Chile exportiert werden sollte (und Chile daher einen wirtschaftlichen Vorteil aus dem bolivianischen Gas gezogen hätte).
Nach dem Amtsantritt der chilenischen Präsidentin Michelle Bachelet gab es zwischen 2006 und 2010 wieder Gespräche auf Regierungsebene zwischen Bolivien und Chile über 13 Punkte, darunter die Verbesserung der bolivianischen Warentransfers vom chilenischen Hafen nach Bolivien (Punkt 6 der Agenda). Die Gespräche brachen 2010 ab, nachdem Bolivien im März bekannt gegeben hatte, seine Ansprüche vor den Internationalen Gerichtshof bringen zu wollen. Chile schließt eine Gebietsabtretung kategorisch aus. Aktuell (Stand: 2014) ist die Situation weiterhin ungeklärt und eine diplomatische Lösung scheint nicht in Sicht.
Das bilaterale Verhältnis zwischen Peru und Chile ist auf offizieller Ebene weniger angespannt, zumal die bolivianischen Forderungen von Peru nur mit Vorbehalten unterstützt werden. Viele Akteure in Peru halten sie für überzogen und werfen Bolivien vor, Peru schon im Jahre 1879 zuerst in den Krieg hineingezogen und dann im Stich gelassen zu haben. Peru hatte unter den unmittelbaren Wirkungen des Krieges weitaus stärker zu leiden als Bolivien: „Kein chilenischer Soldat hat das bolivianische Hochland betreten, geschweige denn Sucre oder La Paz. Der Hauptfeind Chiles war Peru. Bolivien war ab 1881 nur Zuschauer im pazifischen Krieg.“ Von daher ist auch das peruanisch-bolivianische Verhältnis historisch belastet.
Im Verlauf des 2008 begonnenen Verfahrens vor dem Internationalen Gerichtshof in Den Haag zur Klärung verbliebener Streitfragen über die Seegrenze zwischen Peru und Chile, das von den Beteiligten als Zeichen einer Reifung ihrer Beziehungen gewertet wurde, hat Peru die im Friedensvertrag gezogene Landgrenze zu Chile definitiv anerkannt. Der am 27. Januar 2014 ergangene Spruch des Gerichtshofes wurde von beiden Seiten akzeptiert und zum ersten Jahrestag im Januar 2015 vom peruanischen Präsidenten Ollanta Humala als Beginn einer neuen gemeinsamen Zukunft gewürdigt.

### Gedenktag
Der 21. Mai wird in Chile als nationaler Feiertag begangen, an dem man an das Seegefecht von Iquique erinnert. Im Ende 1879 von Chile eroberten Iquique sowie in der Hauptstadt Santiago finden Militärparaden und Feierlichkeiten zu Ehren des Kriegshelden Arturo Prat statt, und der Präsident legt im Parlament den jährlichen Rechenschaftsbericht zur Lage der Nation vor. Eine als Freundschaftsgeste gedachte Teilnahme von Vertretern der peruanischen Admiralität an den chilenischen Feierlichkeiten zum „Tag von Iquique“ im Jahr 2012 führte in Peru zu heftigen Protesten nationalistischer Kreise. Unter Kirchenvertretern sind derartige Kontakte und gegenseitige Würdigungen schon seit einigen Jahren üblich.

## Filme
- Caliche Sangriento, Film, Chile, von Helvio Soto, 1969, 124 Minuten.
- Amargo mar, Dokumental, Bolivien, von Antonio Eguino, 120 Minuten.
- Epopeya, Dokumental, Chile, von Rafael Cavada, 2007